# 約爾丹·赫里斯托夫
約爾丹·赫里斯托夫（1984年2月12日—）是一位保加利亞足球運動員。在場上的位置是後衛。他現在效力於保加利亞足球甲級聯賽球隊博特夫足球俱樂部。他也代表保加利亞國家足球隊參賽。